# بخش علیراجپور
بخش علیراجپور (به انگلیسی: Alirajpur district) یک منطقهٔ مسکونی در هند است که در Indore division واقع شده‌است. بخش علیراجپور ۳٬۱۸۲ کیلومتر مربع مساحت و ۷۲۸٬۶۷۷ نفر جمعیت دارد.